# Gấc
Gấc (danh pháp hai phần: Momordica cochinchinensis), là một loại cây thân thảo dây leo được trồng ở khắp các nước khu vực Đông Nam Á và Đông Bắc Úc, bao gồm Thái Lan, Lào, Myanmar, Campuchia và Việt Nam - nơi loài này lần đầu tiên được phát hiện. Gấc được biết đến với màu cam và màu đỏ đặc trưng do thành phần giàu beta-carotene và lycopene.

## Tên gọi
Vì gấc ban đầu được phát hiện ở Việt Nam, tên gọi phổ biến nhất của gấc là tên tiếng Việt. Ngoài ra, nó còn có những tên gọi khác như "Bhat Kerala" trong tiếng Ấn Độ, "Makkao" trong tiếng Lào, "Fahk Khao" trong tiếng Thái Lan, "Mubiezi" trong tiếng Trung Quốc, "Muricie" trong tiếng Pháp, "Baby Jackfruit", "Cochinchin Gourd", "Spiny Bitter Gourd", hay "Sweet Gourd" trong tiếng Anh.
Trong tên khoa học của gấc, "cochinchinensis" có nguồn gốc từ tên được sử dụng để gọi miền nam Việt Nam trong thời kỳ thuộc địa của Pháp, Nam Kỳ - Cochinchina. Momordica (chi Mướp đắng) là một chi thuộc họ Cucurbitaceae (họ Bầu bí).

## Lịch sử
Khoảng 200 năm trước, linh mục người Bồ Đào Nha J. Lourciso trong chuyến đi tới Việt Nam đã phát hiện ra loài cây này. Ông đã đặt cho nó cái tên Muricia Cochinchinensis trong cuốn sách Flora Cochinchinesis xuất bản năm 1790. Sau đó, Sprengel phát hiện ra rằng cây thuộc chi Linnean Momordica và đổi tên vào năm 1826. Trước khi được phát hiện bởi J. Lourciso, tác dụng của gấc đối với sức khỏe và chữa bệnh đã được biết đến phổ biến ở Trung Quốc và Việt Nam, được ghi nhận trong các tài liệu y học cổ truyền.

## Mô tả

### Đặc điểm

#### Cây gấc

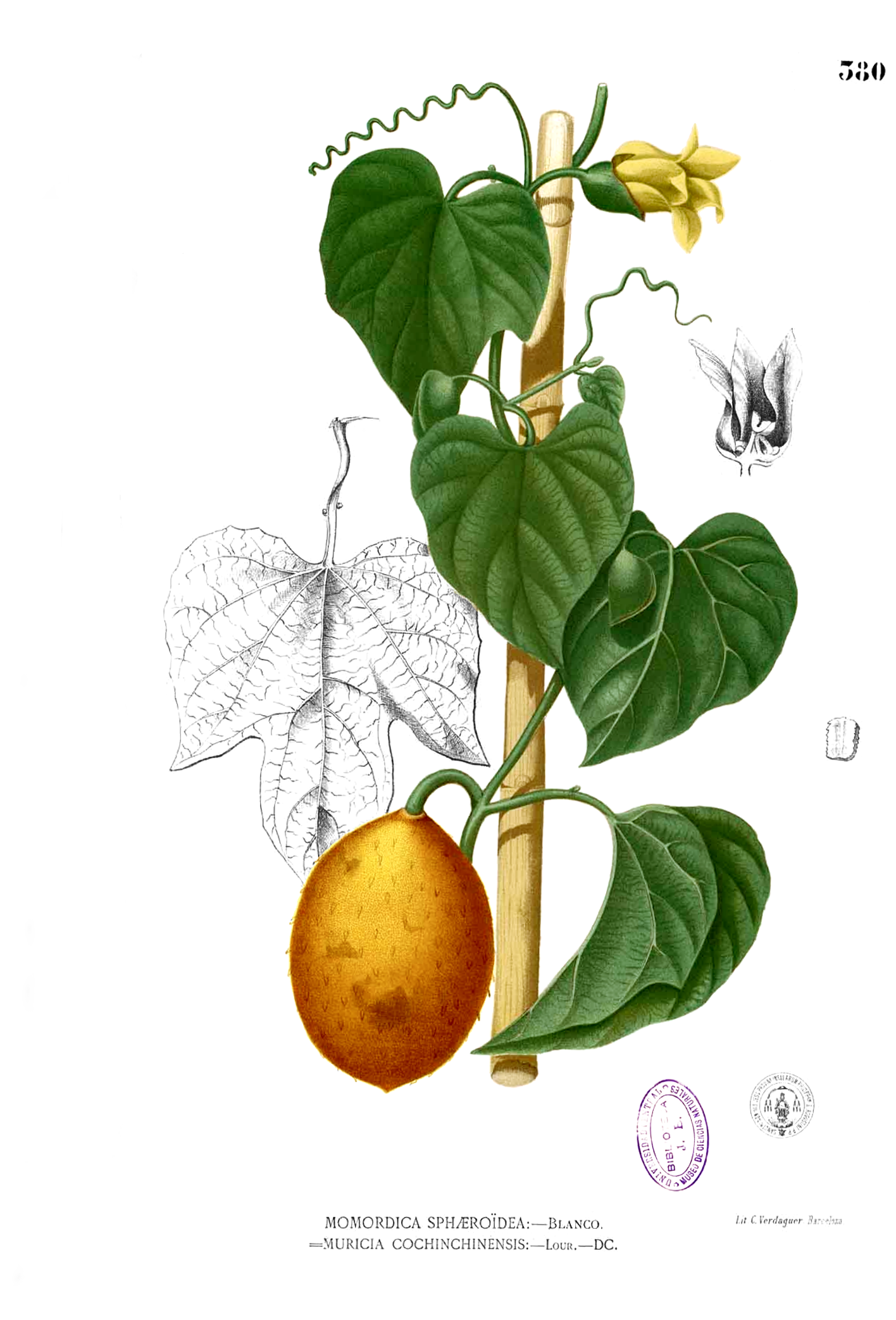
Gấc là một loài cây leo

Gấc là loài cây thân thảo dây leo thuộc chi Mướp đắng. Đây là một loại cây đơn tính khác gốc, tức là có cây cái và cây đực riêng biệt. Cây gấc leo khỏe, chiều dài có thể mọc đến 15 mét. Thân dây có tiết diện góc. Lá gấc nhẵn, thùy hình chân vịt phân ra từ 3 đến 5 dẻ, dài 8-18 cm. Hoa có hai loại: hoa cái và hoa đực. Cả hai có cánh hoa sắc vàng nhạt. Hoa nở mỗi năm một lần, đơn lẻ hoặc theo chùm, khoảng 2-3 tháng sau khi dây leo được trồng. Trong một mùa, một cây gấc có thể cho ra từ 30 đến 60 quả. Khoảng năm tháng sau khi ra hoa, quả chín màu đỏ tươi có thể được thu hoạch. Mùa thu hoạch gấc thường kéo dài trong 3 tháng, từ tháng Chín đến tháng 12 hàng năm.

#### Quả gấc
Thông thường, quả gấc có hình tròn hoặc thuôn, dài khoảng 13 cm và đường kính 10 cm, được bao phủ bởi các gai nhỏ ở bên ngoài. Khi chín, gấc dần thay đổi màu sắc, từ xanh sang vàng, cam và cuối cùng là đỏ, khi đó quả có thể được thu hoạch. Tại thời điểm này, quả gấc cứng, nhưng nó mềm đi rất nhanh, do đó đặt ra các vấn đề liên quan đến việc lưu trữ và vận chuyển. Quả gấc chín bổ ra thường có sáu múi.
Quả gấc có vị nhẹ, gần như không có vị. Phần thịt gấc (mesocarp) đặc, màu đỏ cam khi chín. Bên trong quả gấc gồm hai phần: cùi quả (màu vàng) và màng hạt (màu đỏ). Quả lớn hơn đi kèm với tỷ lệ màng hạt ăn được cao hơn so với quả nhỏ.

### Nhân giống và trồng trọt
Vì cây gấc là một loài phân tính, cả cây đực và cây cái đều cần thiết cho quá trình nhân giống; do đó, cần có ít nhất một cây đực trong hoặc xung quanh khu vực canh tác để cây cái mang trái có thể được thụ phấn. Để sinh sản, gấc có thể thay đổi giới tính, và có thể thay đổi từ mùa này sang mùa khác. Khi được trồng từ hạt, tỷ lệ cây đực và cây cái là không thể đoán trước.
Sự thụ phấn có thể được thực hiện nhờ côn trùng, nhưng thụ phấn bằng tay giúp cho năng suất quả cao hơn. Cây mới cũng có thể được tạo ra từ rễ củ, đây là một phương pháp đáng tin cậy hơn, bởi vì hạt có thể khó nảy mầm phụ thuộc vào một số yếu tố môi trường như ngủ đông hoặc tuổi cây. Một phương pháp khác là ghép vật liệu cành cây cái lên chồi chính của cây đực.
Để thụ phấn nhờ côn trùng đạt hiểu quả tối đa, tỷ lệ được khuyến nghị là khoảng 1 cây đực cho mỗi 10 cây cái. Nếu nhân giống từ dây leo, nông dân nên cắt đường chéo (dài khoảng 15–20 cm và rộng 3–6 mm), sau đó ngâm củ trong nước hoặc bình ẩm, thoáng khí trước khi trồng.
Ngoài các nước Đông Nam Á nơi cây gấc là loài bản địa, gấc cũng có thể được trồng ở các vùng khí hậu cận nhiệt đới. Nhiệt độ thấp có thể làm chậm sự tăng trưởng của gấc.

#### Giống gấc
Có hai giống gấc chính là gấc nếp và gấc tẻ.

## Sử dụng

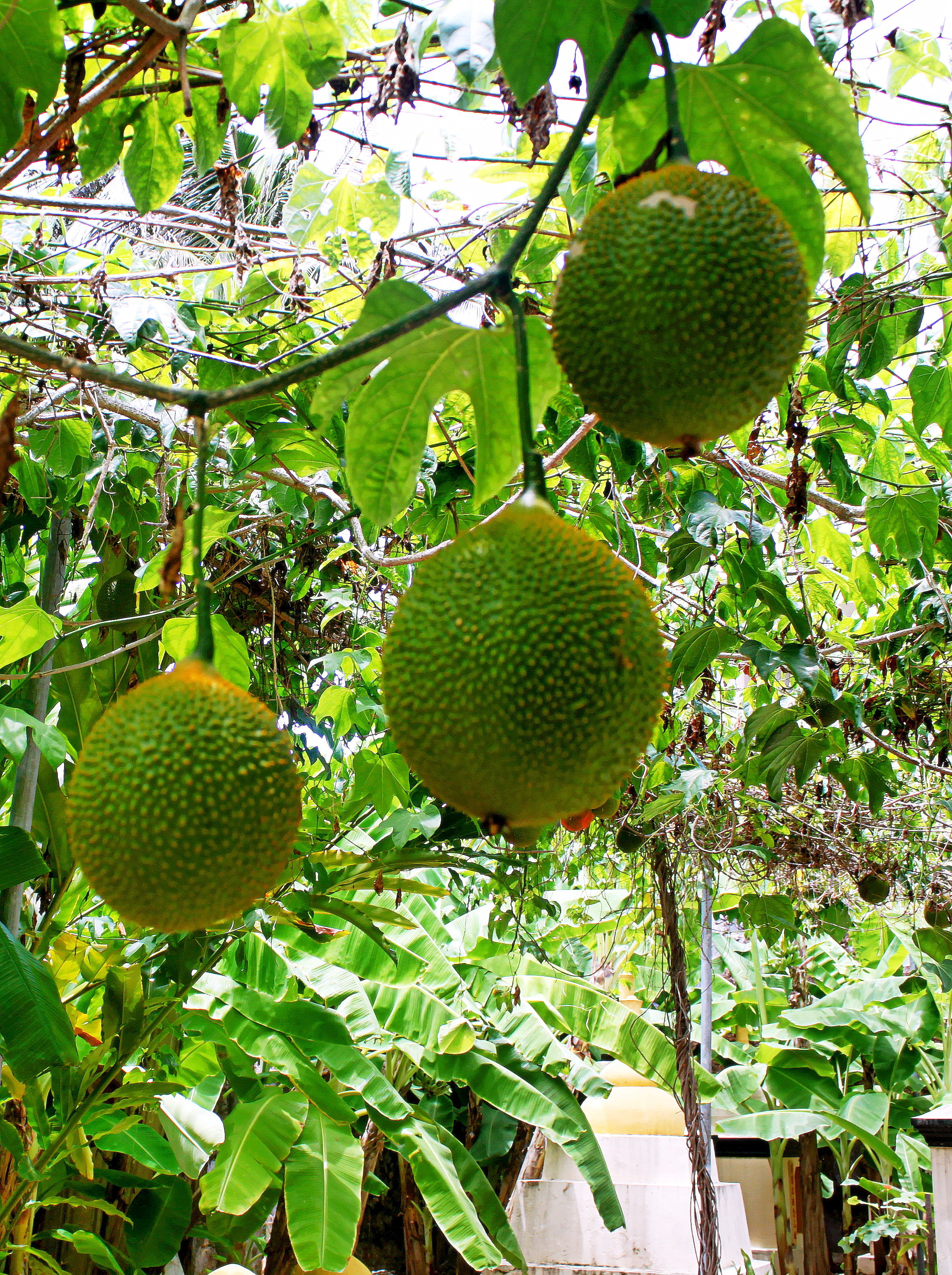
Quả gấc khi còn xanh

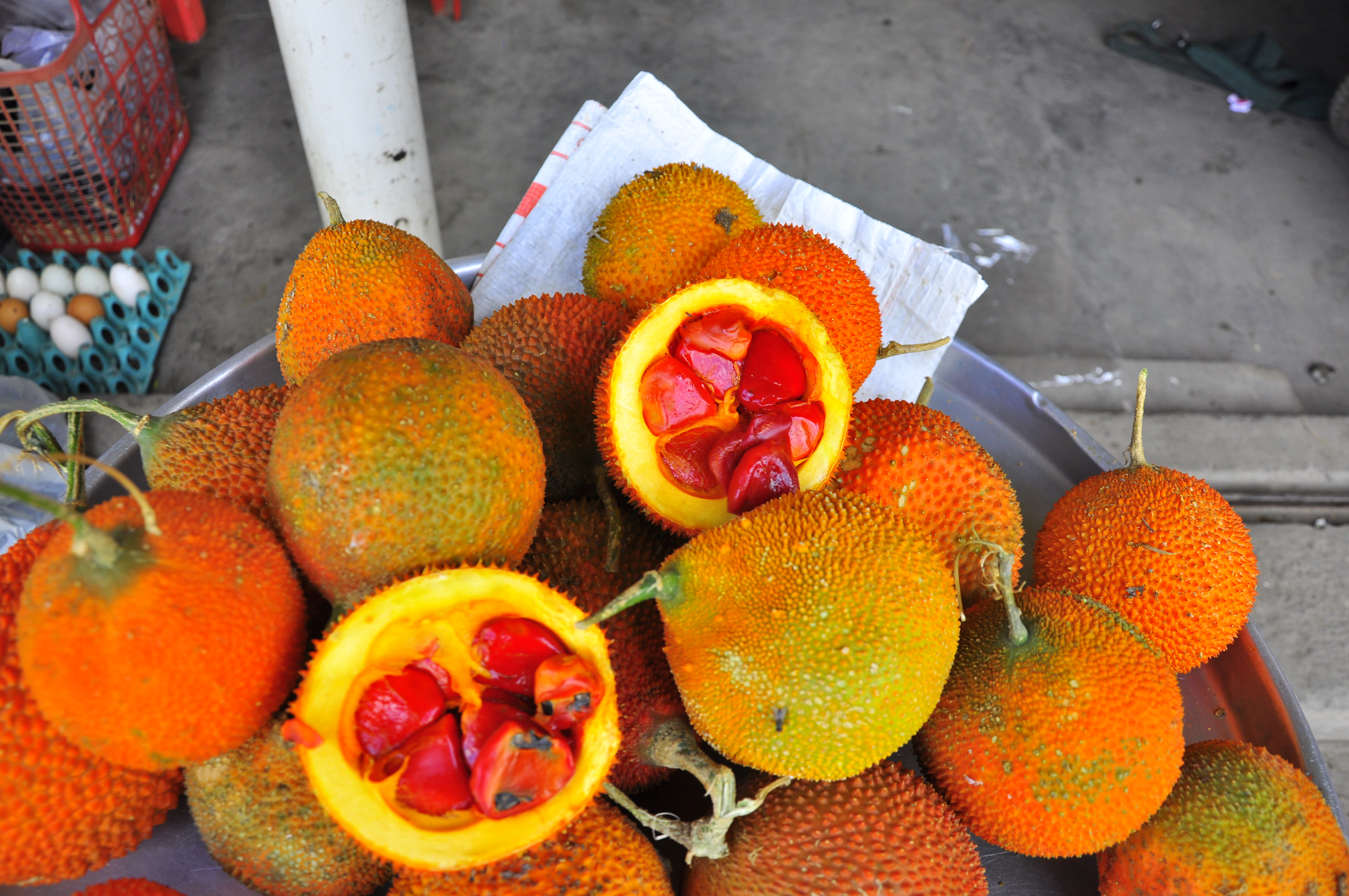
Bên ngoài và bên trong cắt ngang của gấc chín

Tại Việt Nam, thịt gấc được sử dụng chủ yếu để nhuộm màu các loại xôi, gọi là xôi gấc. Vì sắc đỏ nên xôi gấc được chuộng trong những việc khao vọng, đình đám trong các dịp lễ tết hay cưới hỏi. Người ta dùng áo hạt (màng hạt) và hạt của nó đánh với một ít rượu để trộn lẫn với gạo nếp sau đó đem thổi thành xôi, giúp cho món xôi có màu đỏ và thay đổi hương vị.
Lá gấc non thái chỉ còn được dùng như một loại gia vị không thể thiếu trong món củ niễng xào rươi, một món ăn đặc biệt ở miền Bắc.
Gấc có thể chế biến dưới dạng nước ép trái cây, dầu gấc do nó có chứa hàm lượng tương đối cao các hóa thực vật.
Ngoài việc sử dụng trong ẩm thực, gấc còn được sử dụng trong y học tại Việt Nam. Màng hạt được dùng để hỗ trợ điều trị bệnh khô mắt, giúp tăng cường thị lực do nó là nguồn khá tốt để bổ sung vitamin A dưới dạng carotenoit. Tương tự, trong y học cổ truyền Trung Hoa người ta cũng dùng hạt gấc (Hán-Việt: mộc miết tử, 木鳖子=hạt gấc; mộc miết quả, 木鳖果= trái gấc) cả trong cơ thể lẫn ngoài da. Phân tích hóa học của quả gấc cho thấy nó có hàm lượng cao của một số chất dinh dưỡng thực vật, điều này đã gây chú ý cho một số học giả Nhật Bản và phương Tây.
Gấc đặc biệt giàu lycopene. Theo tỷ lệ khối lượng, nó chứa nhiều lycopene gấp 70 lần cà chua. Người ta cũng phát hiện thấy nó chứa beta-caroten nhiều gấp 10 lần cà rốt hoặc khoai lang. Ngoài ra, các carotenoit có mặt trong gấc liên kết với các axít béo mạch dài, tạo ra kết quả là nó có tính hoạt hóa sinh học cao hơn. Một nghiên cứu gần đây cho thấy gấc chứa các loại protein có thể ngăn cản sự phát triển của các tế bào ung thư.

### Hạt gấc

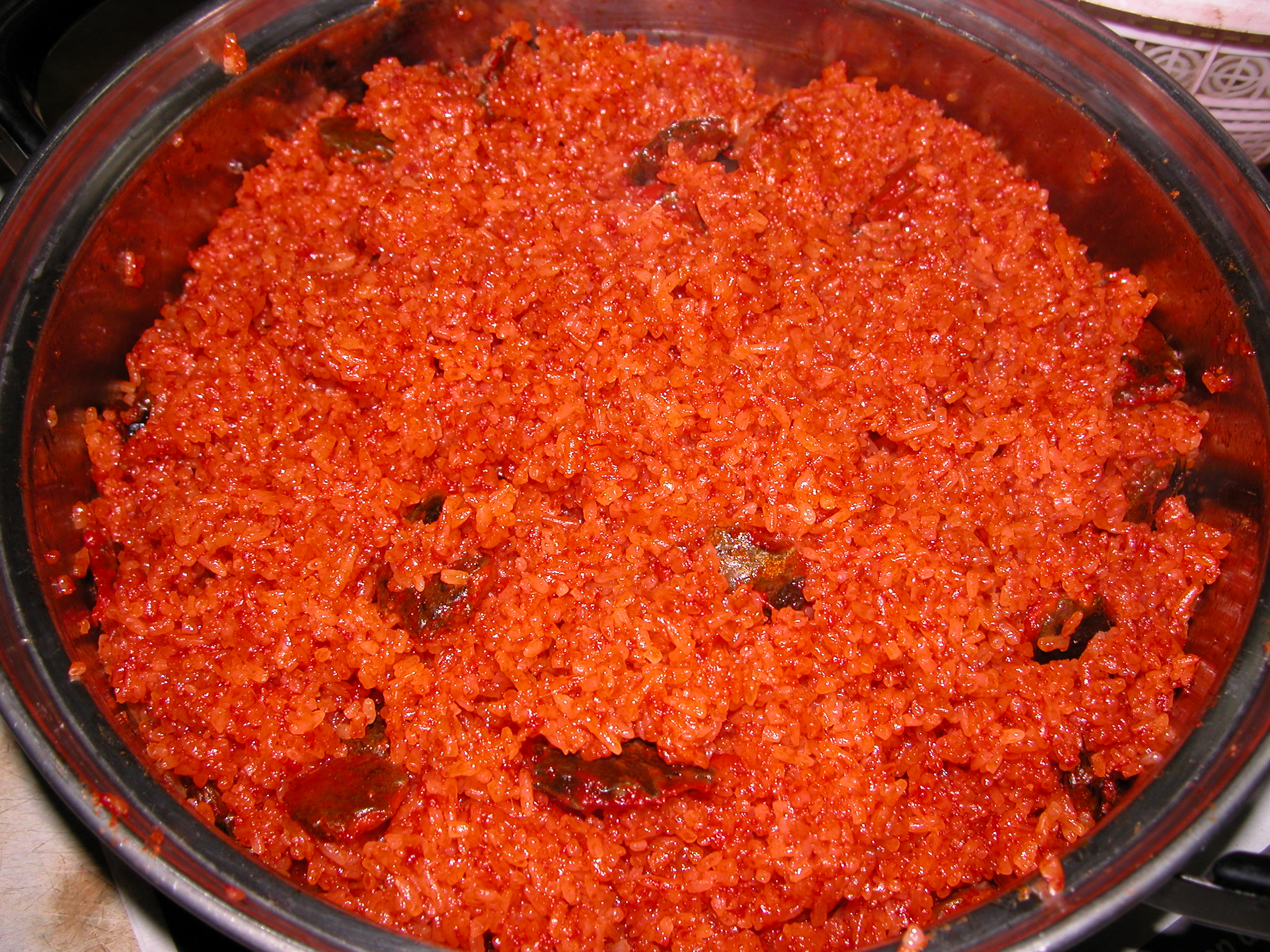
Xôi gấc

Hạt gấc còn có tên gọi khác là: mộc tất tử, thổ mộc miết, mộc biệt tử. Đông y gọi hạt gấc là "mộc miết tử" vì nó dẹt, hình gần như tròn, vỏ cứng, mép có răng cưa, hai mặt có những đường vân lõm xuống, trông tựa như con ba ba nhỏ. Theo các sách cổ, nhân hạt gấc vị đắng, hơi ngọt, tính ôn, hơi độc, vào hai kinh can và đại tràng, có tác dụng chữa mụn nhọt, tiêu thũng.

#### Thành phần hóa học
Khoa học hiện đại nghiên cứu gấc bắt đầu vào năm 1941, hai nhà khoa học Guichard người Pháp và Bùi người Việt Nam và người dân địa phương tìm thấy một quả có tên gọi "trái cây từ trên trời". Sau thời gian nghiên cứu của hai nhà khoa học, những phát hiện gây sửng sốt gấc giàu lycopenee, β-carotene, vitamin C, vitamin E, axit béo rất cần thiết, cryptoxanthin và một loạt các khoáng chất, các chất dinh dưỡng có trong trái cây cao chưa từng có (Guichard, F.; Bui, DS La matière colorante du fruite du Momordica cochinchinensis Spr. Annales de l'École Supérieure de Médecine et de Pharmacie de l'Indochine 1941, 141, 42.). Tuy nhiên do chiến tranh và đóng cửa, nên những nghiên cứu về gấc chỉ những năm gần đây, đáng chú ý là công bố ngày 30 tháng 12 năm 2003 của Bộ Nông nghiệp Hoa Kỳ.
Nghiên cứu hiện đại cho biết trong nhân hạt gấc có 55,3% chất lipít (béo), 16,6% chất protit (đạm), 1,8% tanin, 2,8% xenluloza, 6% nước, 2,9% chất vô cơ, 2,9% đường, 11,7% chất khoáng… Ngoài ra còn có một lượng nhỏ các men phosphortoba, invedaxa…

#### Công dụng
Trong dân gian, nhiều gia đình có thói quen để dành hạt gấc sống hoặc đã qua đồ xôi. Khi cần đến thì chặt đôi đem mài với ít rượu hoặc giấm thanh để bôi chỗ sưng tấy do mụn nhọt, sưng quai bị; bôi nhiều lần trong ngày, cứ khô lại bôi; rất mau khỏi. Có người giã nhân hạt gấc với một ít rượu, đắp lên chỗ vú sưng, đắp liên tục, ngày thay thuốc 1 lần, rất chóng khỏi.
Để chữa trĩ, có thể dùng hạt gấc giã nát, thêm một ít giấm thanh, gói bằng vải, đắp vào hậu môn để suốt đêm. Mỗi đêm đắp thuốc một lần.
Hạt gấc được dùng trong những trường hợp ngã, bị thương, sang độc, phụ nữ sưng vú, hậu môn sưng thũng. Hạt gấc có thể dùng uống ngày 1 nhân nướng chín) nhưng chủ yếu là dùng bôi ngoài, không kể liều lượng.

##### Một số ứng dụng khác
- Chữa chai chân (thường do dị vật găm vào da, gây sừng hóa các tế bào biểu bì ở một vùng của gan bàn chân, ảnh hưởng tới việc đi lại): Lấy nhân hạt gấc, giữ cả màng hạt, giã nát, thêm một ít rượu trắng 35-40 độ, bọc trong một cái túi nylon. Dán kín miệng túi, khoét một lỗ nhỏ rộng gần bằng chỗ chai chân, buộc vào nơi tổn thương, 2 ngày thay thuốc một lần. Băng liên tục cho đến khi chỗ chai chân rụng ra (khoảng 5-7 ngày sẽ có kết quả).[cần dẫn nguồn]
- Chữa sang chấn đụng giập trong những trường hợp bị ngã, bị thương, tụ máu: Dùng hạt gấc đốt vỏ ngoài cháy thành than (nhân bên trong chỉ vàng, chưa cháy), cho vào cối giã nhỏ, cứ khoảng 30-40 hạt thì cho 400-500 ml rượu vào ngâm để dự trữ dùng dần. Dùng rượu ngâm hạt gấc bôi vào chỗ sang chấn, có tác dụng tốt gần như mật gấu.[cần dẫn nguồn]

## Thành phần dinh dưỡng và hóa chất thực vật
Các nghiên cứu khác nhau cho thấy gấc chứa lượng beta-carotene và lycopene lớn đáng kinh ngạc, cụ thể gấc được biết đến với lượng beta-carotene gấp 10 lần so với cà rốt và lycopene gấp 70 lần so với cà chua. Tuy nhiên, một nghiên cứu được thực hiện gần đây vào năm 2016 cho thấy hàm lượng lycopene trong gấc gấp 200 lần so với cà chua và beta-carotene cao gấp 54 lần so với cà rốt, cao hơn nhiều so với số lượng trong các nghiên cứu trước đây.
Lớp màng hạt của quả gấc chín giàu axit béo và carotenoid (trong đó đáng chú ý nhất là lycopene và beta-carotene). Nó cũng chứa hàm lượng tương đối cao α-tocopherol (vitamin E), axit béo không bão hòa đa (2-4), hợp chất polyphenol và flavonoid. Màng hạt gấc chứa nồng độ axit phenolic và flavonoid cao, với lượng tương ứng lần lượt là 4,3 và 2,1 mg/g.
Nồng độ vitamin E (alpha-tocopherol) trong gấc là 76 µg/g quả tươi, ở mức cao so với các loại trái cây khác. Vitamin E đóng vai trò là một chất chống oxy hóa tự nhiên giúp bảo vệ dầu gấc khỏi bị oxy hóa, từ đó bảo tồn các dưỡng chất thực vật (phytonutrient) có giá trị.
Cả màng hạt và hạt gấc đều giàu axit béo, đặc biệt là các axit béo không bão hòa đơn và không bão hòa đa. Bảy mươi phần trăm tổng số axit béo trong màng hạt gấc là axit béo không bão hòa, và 50% trong số này là không bão hòa đa. Khác biệt với các trái cây thông thường, gấc có nồng độ axit linoleic (omega-6) và axit linolenic (omega-3) cao.
Sự hiện diện của chất béo trong màng hạt gấc đóng vai trò quan trọng trong việc hấp thụ các caroten và các chất dinh dưỡng tan trong chất béo khác vào cơ thể con người. Carotenoid trong gấc (đáng chú ý nhất là beta-carotene và lycopene) được báo cáo là có sinh khả dụng cao hơn so với các loại trái cây khác. Tương tự, một số nghiên cứu cũng cho thấy chất béo được hấp thụ cùng với các hợp chất carotenoid trong thực phẩm có nguồn gốc thực vật giúp cải thiện đáng kể sự hấp thụ, vì dầu làm tăng đáng kể sự đồng hóa từ đường tiêu hóa vào máu.
Ngoài ra, so với các loại thực phẩm thực vật khác, tổng hàm lượng carotenoid trong cùi gấc (phần cùi màu vàng) cũng tương đối cao.
Mặc dù hàm lượng axit béo (cả bão hòa và không bão hòa) và các chất dinh dưỡng khác trong hạt gấc là khá cao, chúng thường bị loại bỏ, không được sử dụng để chiết xuất lấy dầu.
| Tổng lượng Carotenoid | Beta-carotene | Lycopene | Nguồn                         |
| --------------------- | ------------- | -------- | ----------------------------- |
| 892                   | 188           | -        | West & amp; Poortvliet (1993) |
| 977                   | 175           | 802      | Vuong et al. (2002)           |
| 481                   | 101           | 380      | Aoki et al. (2002)            |
| -                     | 718           | 2227     | Ishida et al. (2004)          |
| 497                   | 83            | 408      | Vuong et al. (2006)           |
| -                     | 379           | 3728     | Nhung et al. (2010)           |
| -                     | 1600          | 1400     | Kubloa & Siriamornpun (2011)  |
| -                     | 45            | 9        | Kubola et al. (2013)          |

| Palmitic (16: 0) | Stearic acid (18: 0) | Oleic acid (18: 1) | Linoleic acid (18: 2) | Nguồn                 |
| ---------------- | -------------------- | ------------------ | --------------------- | --------------------- |
| 22.0             | 7.1                  | 34.1               | 31.4                  | Vuong et al. (2002)   |
| 26.4-32.1        | 3.2-12.2             | 30.8-33.7          | 27.5-28.7             | Ishida et al. (2004)  |
| 17.3             | 7.5                  | 59.5               | 13.98                 | Mai et al. (2013a, b) |

## Tác dụng đối với sức khỏe
Tác dụng tích cực của quả gấc đối với sức khỏe được báo cáo rộng rãi trong các nghiên cứu khoa học, bao gồm thúc đẩy tuổi thọ và sức sống, cải thiện thị lực và duy trì sắc đẹp - do gấc có hàm lượng cao carotenoid và các chất dinh dưỡng khác.
Nhờ có hàm lượng cao các chất chống oxy hóa nói chung và carotenoid nói riêng, gấc có khả năng tăng cường hệ thống miễn dịch và cho thấy tác dụng tích cực đối với các bệnh thoái hóa như ung thư, bệnh tim mạch, đục thủy tinh thể và thoái hóa điểm vàng. Tác dụng của các carotenoid chống lại bệnh tật được cho là do đặc tính chống oxy hóa của chúng, đặc biệt là khả năng làm dịu oxy nhóm đơn và tương tác với các gốc tự do, với lycopene là đại diện đáng chú ý nhất. Lycopene cũng có thể bảo vệ chống lại ung thư phổi, dạ dày và tuyến tiền liệt. Hàm lượng Lycopene và beta-carotene trong gấc cao hơn nhiều so với các loại thực vật và trái cây khác.

### Sức khỏe mắt
Gấc có chứa các chất dinh dưỡng quan trọng trong việc duy trì và tăng cường sức khỏe đôi mắt bao gồm các chất dinh dưỡng có đặc tính chống oxy hóa (các carotenoid như beta-carotene và lycopene, vitamin C, vitamin E, kẽm) và các hợp chất có chức năng chống viêm (axit béo omega-3). Ngoài ra, gấc cũng có chứa Lutein và Zeaxanthin, đây là hai loại carotenoid tạo nên sắc tố màu vàng trong hoàng điểm của võng mạc của con người. Việc thêm các carotenoid này vào chế độ ăn được tìm thấy là có mối quan hệ nghịch đảo đáng kể với nguy cơ thoái hóa điểm vàng, nguyên nhân chính gây mù lòa ở người cao tuổi. Lutein và zeaxanthin cũng liên quan đến việc giảm nguy cơ đục thủy tinh thể.
Tại Việt Nam, gấc được sử dụng làm thuốc chữa khô mắt cũng như thúc đẩy thị lực khỏe mạnh.

### Thiếu hụt vitamin A
Thiếu hụt vitamin A là một vấn đề dinh dưỡng lớn ở các nước đang phát triển, đặc biệt ảnh hưởng đến trẻ sơ sinh, trẻ nhỏ và phụ nữ mang thai. Vitamin A đóng một vai trò quan trọng trong sự tăng trưởng và chức năng miễn dịch của con người; do đó, thiếu hụt vitamin A có thể gây ra bệnh quáng gà, tỷ lệ tử vong thai kì cao hơn, giảm tiết sữa, giảm khả năng chống lại các bệnh truyền nhiễm và khi nghiêm trọng có thể dẫn tới mù lòa. Vitamin A cũng có thể cải thiện các vấn đề về da như một số loại mụn trứng cá và chứng tăng sừng.
Do có nồng độ beta-carotene cao, gấc có thể hỗ trợ ngăn ngừa hoặc điều trị thiếu vitamin A. Một nghiên cứu về trẻ em được thực hiện tại Việt Nam đã đo nồng độ vitamin A trong huyết tương trước và sau khi uống dầu gấc. Kết quả cho thấy mức vitamin A tăng lên khi được bổ sung dầu gấc.

### Chống lão hóa
Theo lý thuyết gốc tự do của Harman, lão hóa có liên quan đến sự tích lũy mất cân bằng oxy hóa trong các tế bào và mô theo thời gian. Các chất chống oxy hóa khác nhau trong gấc được cho là làm giảm sự mất cân bằng oxy hóa, do đó đóng một vai trò nổi bật trong việc chống lão hóa.

### Chăm sóc da
Beta-carotene và lycopene trong gấc có khả năng tăng cường sức khỏe của da bằng cách giảm thiểu mất cân bằng oxy hóa trong mô cơ thể, góp phần làm cho làn da khỏe mạnh và đẹp hơn. Trong một nghiên cứu, kem dưỡng có thành phần dầu gấc có khả năng làm sáng da, tăng đáng kể độ mịn và độ ẩm và giảm nếp nhăn da sau 8 tuần sử dụng. Theo nghiên cứu này, công thức kem bao gồm chiết xuất từ gấc giúp da giữ nước và bảo vệ khỏi tổn thương oxy hóa.

## Thành ngữ
Ở Việt Nam, xôi gấc được cho là xôi quý nên mới có câu: "Ăn mày mà đòi xôi gấc", chỉ những người đòi hỏi những thứ mà mình không xứng đáng để có.